# Entomobrya mauna
Entomobrya mauna är en urinsektsart som beskrevs av Christiansen och Bellinger 1992. Entomobrya mauna ingår i släktet Entomobrya och familjen brokhoppstjärtar. Inga underarter finns listade i Catalogue of Life.